# Alf Meyerhöffer
Alf Roar Dag Meyerhöffer (i riksdagen kallad Meyerhöffer i Boden), född 16 december 1891 i Luleå stadsförsamling, Norrbottens län, död 29 april 1962 i Sankt Matteus församling, Stockholms län, var en svensk militär och politiker (högerman till 1934, därefter Sveriges nationella förbund).

## Biografi
Alf Meyerhöffer var son till Carl Oskar Theodor Meyerhöffer, major vid det som senare skulle bli Bodens fästning. Efter studentexamen vid Luleå högre allmänna läroverk 1910 blev han volontär vid Norrbottens regemente 1911. Efter officersexamen 1913 blev Meyerhöffer underlöjtnant vid Norrbottens regemente, 1917 befordrad till löjtnant och 1928 till kapten. Han tjänstgjorde 1925–1927 som aspirant vid generalstaben men återvände därefter till befattningar vid Norrbottens regemente.
Missnöje med försvarsbeslutet 1925 fick Meyerhöffer att engagera sig politiskt inom Sveriges nationella ungdomsförbund (SNU), som fungerade som ungdomsförbund till högerns riksorganisation Allmänna valmansförbundet (AVF). Meyerhöffer var engagerad i ungdomsförbundets radikalisering och motsatte sig den kompromisspolitik som fördes av partiet i stort vid denna tid. I ett försök att stoppa splittringen mellan SNU och AVF utsåg och valdes han 1933 som riksdagsledamot i andra kammaren i Norrbottens läns valkrets och tillhörde då AVF:s andrakammargrupp lantmanna- och borgarepartiet. Efter att SNU brutit med Allmänna valmansförbundet 1934 ombildades SNU till Sveriges nationella förbund (SNF) och Meyerhöffer betecknade sig därefter som ledamot för den "Nationella gruppen".
SNU bildade en kamporganisation efter nazistisk modell, där Meyerhöffer utsågs till kårchef. Organisationen uppträdde ofta i uniform vid massmöten och efter att riksdagen infört uniformsförbud vid sammankomster motionerade Meyerhöffer flera gånger för att förbudet skulle upphävas. Han förlorade sin riksdagsplats i andrakammarvalet 1936. Alf Meyerhöffer innehade även aktier i den pronazistiska tidningen Dagsposten och i samband med att det uppdagades att denna hade fått understöd av Nazityskland meddelade han sitt avsked från politiken.
Efter sin period som riksdagsman fortsatte Meyerhöffer sin militära karriär som major och överstelöjtnant vid Jämtlands fältjägarregemente. Han åtnjöt fortfarande arméchefen Archibald Douglas förtroende och blev så småningom överste. Under åren 1942–1948 var han sekundchef vid Livregementets grenadjärer (I 3) i Örebro.
Ett förslag att utnämna Meyerhöffer till arméns infanteriinspektör ledde till den så kallade Meyerhöfferaffären, då förslaget mötte motstånd av den socialdemokratiska regeringen. En kompromiss gjorde att Meyerhöffer utsågs till tillförordnad infanteriinspektör 1947. Efter hot om avgång från arméchefen Douglas utsågs Meyerhöffer slutligen till ordinarie kavalleri- och infanteriinspektör 1949. Den betydligt mer västvänlige Carl August Ehrensvärd hade utsetts till arméchef 1948 vilket ledde till att den tyskvänlige Meyerhöffer hamnade i konflikt med sin nye chef, och han ingav därför sin avskedsansökan 1951. Han gjorde sig senare känd som engagerad försvarsdebattör, och var ordförande för Försvarsfrämjandet fram till sin död 1962.
Meyerhöffer blev riddare av Svärdsorden 1934, kommendör av andra klassen av samma orden 1946  och kommendör av första klassen 1948. Han är begravd på Lundagårds kyrkogård i Boden.